# Spaanvis
De spaanvis (Trachipterus trachypterus) is een straalvinnige vissensoort uit de familie van spaanvissen (Trachipteridae). De wetenschappelijke naam van de soort is voor het eerst geldig gepubliceerd in 1789 door Gmelin.

## Kenmerken
Deze vis heeft een geleidelijk in de staart versmald, zilverkleurig lichaam met een kleine, opgeknikte, waaiervormige vin aan het eind van de staart. Op de bovenste lichaamshelft bevinden zich 1 tot 4 verspreid staande donkere vlekken en 1 of 2 vlekken in de buikstreek. Hij heeft een rode rugvinzoom langs het gehele lichaam. Het lichaam bevat geen schubben. De lichaamslengte bedraagt maximaal 160 cm.

## Leefwijze
Het voedsel van deze vissen bestaat uit vissen en pijlinktvissen. Dankzij hun grootte hebben ze betrekkelijk weinig vijanden.

## Verspreiding en leefgebied
Deze soort komt voor in de Middellandse Zee, Atlantische-, Indische- en Grote Oceaan in vrij diepe wateren.